# Таємнича знахідка
«Таємнича знахідка» — радянський художній кольоровий фільм, знятий режисером Борисом Бунєєвим на Кіностудії ім. М. Горького у 1953 році.

## Сюжет
Школярі заполярного селища Рибачий знайшли стару рушницю, яка послужила приводом організувати експедицію для збору відомостей про життя народного героя Гурія Гагарки. Під час Кримської війни він ціною свого життя посадив на мілину англійський фрегат, що дозволило оборонцям зібрати ополчення і відбити атаку англійського десанту. Подвиг Гагарки не був забутий, і його приклад зміцнював моральний дух партизан, що боролися з ворогом у роки Великої Вітчизняної війни. Ті труднощі, з якими хлопці зіткнулися під час походу, ще більше зміцнили їх дружбу. Зусилля нового класного керівника — вчителя історії Катерини Сергіївни і піонервожатого Антона принесли плоди. Їх клас дотримав дане шефам з траулера «Славний» слово і закінчив навчальний рік тільки з хорошими оцінками.

## У ролях
- Валентин Грачов —  Вася Головін, недбайливий школяр
- Б. Дорохов —  Андрій, редактор і художник шкільної стінгазети «Колючка»
- Олександр Покровський —  Стьопа Брусничкін
- А. Шмуракова —  Люда, шкільний «садівник»
- В. Причестняєв —  Костя, її брат
- В. Жуков —  Єгор, голова ради загону, шкільний «звіриний вихователь»
- Катерина Савінова —  Катерина Сергіївна Сотникова, вчителька історії
- Андрій Петров —  Олексій Іванович Головін, старший брат Васі, капітан траулера «Славний»
- Олександр Суснін —  Антон, піонервожатий
- Олексій Грибов —  Никанор Сарванов, народний оповідач
- Михайло Глузський —  Сергій Іванович Чернишов, ботанік і селекціонер, колишній партизан
- Геннадій Юдін —  Гурій Гагарка
- Олексій Алексєєв —  Степан Головін, командир ополченців Рибальського
- Євген Тетерін —  капітан англійського військового фрегата «Міранда»
- Микола Граббе —  офіцер англійського фрегата
- Георгій Гумільовський —  Прохор Федорович Брусничкін, боцман траулера «Славний»
- Ігор Бєзяєв —  Никанор Сарванов, чемпіон оленячих гонок
- Микола Рибников —  член екіпажу траулера «Славний»
- Микола Сморчков —  матрос
- Л. Матвієнко — епізод
- Андрій Цимбал — епізод
- Ян Янакієв — епізод
- Борис Єсечко — епізод

## Знімальна група
- Автор сценарію: Валентина Спіріна
- Режисер-постановник: Борис Бунєєв
- Художній керівник: Сергій Герасимов
- Оператор-постановник: Гавриїл Єгіазаров
- Композитор: Володимир Юровський
- Художник-постановник: Петро Галаджій
- Режисер: Станіслав Ростоцький
- Оператори: В. Шумський, Маргарита Пилихіна
- Звукооператор: Д. Белевич
- Диригент: Г. Гамбург
- Художник по костюмах: Е. Раппопорт
- Художник-гример: А. Смирнов
- Монтаж: Є. Абдиркіна
- Комбіновані зйомки:
  - Оператор: К. Алексєєв
  - Художник: А. Крилов
- Асистент режисера:
  - Тетяна Ліознова
  - К. Ніколаєвич
- Директор: Б. Краковський